# Áron László (egyetemi oktató)
Áron László (Budapest, 1956. szeptember 20. –) egyetemi adjunktus, kiadóvezető.

## Életpályája
1971 és 1975 között szülővárosában a Veres Pálné Gimnáziumba járt, orosz-angol tagozatos volt. Ezt követően jelentkezett az ELTE Bölcsészettudományi Kar magyar-orosz szakára, majd a magyar-orosz-filozófia szakon tanult, Nyíri Kristóf filozófiai szemináriumi köréhez tartozott. Diplomáját 1980-ban szerezte meg, szakdolgozatának tárgya Zalai Béla rendszerelmélete volt. Ezt követően a Dunaújvárosi Főiskolán kezdett tanítani. 1982-ben jelent meg Edmund Husserlről szóló monográfiája, s ugyanebben az évben kezdett oktatni az ELTE BTK Filozófiai Tanszékén. 1983-tól 26 éven át vett részt a Filozófiai Szemle szerkesztésében. 1984-ben egyetemi doktori oklevelet szerzett, a husserli fenomenológia keletkezéstörténetéről írt dolgozatával. Az 1980-as és 1990-es években a bécsi, kölni és innsbrucki egyetemeken töltött több-kevesebb időt, mint ösztöndíjas, és több konferencián is részt vett. 1995-től négy éven át tartott előadásokat Pécsett, a Janus Pannonius Tudományegyetemen, ezt követően pedig a Miskolci Egyetemen is előadott, 2008-ig. 2008/2009-ben a Pannon Egyetemen is oktatott.
Kutatási területe kezdetben a fenomenológia, illetve Edmund Husserl filozófiája, a későbbiekben ezek történeti előzményeit vizsgálta. Ezen kívül foglalkozott még James Mill-lel, John Stuart Mill-lel, Jeremy Benthammel és Baconnel is. Érdeklődési körébe tartozik az mai episztemológia, illetve tudományfilozófia is.